# Radio Moldova
Radio Moldova (рум. Radio Moldova, RM) — первая государственная радиовещательная компания в Молдавии.

## История

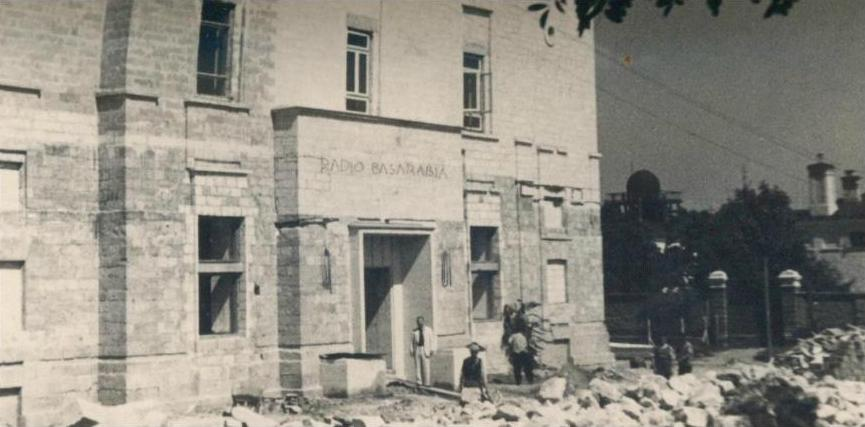
Радио в Кишиневе, 1937 год

Первая радиопередача в Молдове была осуществлена 1 ноября 1928 года Обществом радиотелефонного вещания Румынии в Бухаресте. 30 октября 1930 года в Тирасполе начала вещание советская радиостанция мощностью 4 кВт, основной целью которой была антирумынская пропаганда на Молдову между Прутом и Днестром. Новая радиомачта, построенная в 1936 году в Тирасполе, позволила более широко охватить территорию Бессарабии. В связи с этим в 1937 году мэрия Кишинева предоставила Румынскому обществу радиовещания здание для открытия первой радиостанции в Кишиневе, чтобы противостоять советской пропаганде. Экспериментальные передачи начались в первых числах июня 1939 года. Передатчик, установленный компанией «Маркони» в Кишиневе, был лучшим в Румынии. Первая радиостанция в Кишиневе была «в два раза сильнее, чем бухарестская или тираспольская», — писала Gazeta Basarabiei в июле 1939 года.

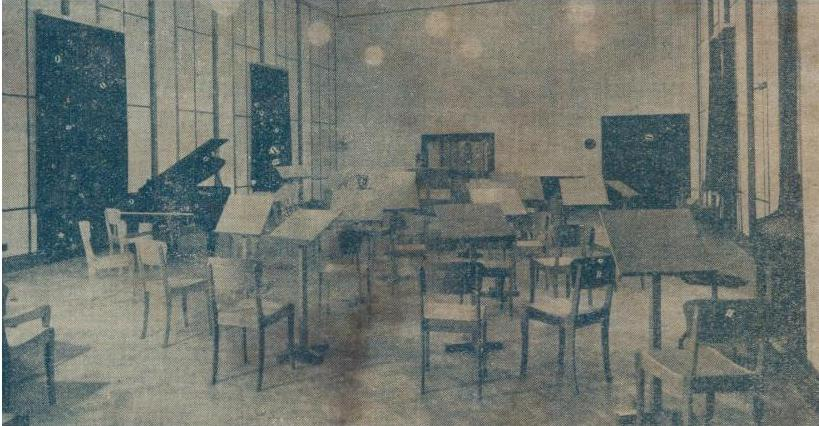
Radio Basarabia в 1940 году

8 октября 1939 года Румынское общество радиовещания запустило в Кишиневе Radio Basarabia (с собственными передачами на румынском и русском языках). Во время запуска первой радиостанции в Кишиневе из собора Рождества Христова транслировалась религиозная служба. Мощность излучения могла быть увеличена с 20 кВт до 200 кВт, а прием был возможен в Москве или Ленинграде благодаря прямому распространению волн. Имелось три студии, самая большая — для симфонических оркестров, хоров и оперной группы, средняя — для камерной музыки и солистов, третья — для лекторов и дикторов, оснащенная самым современным оборудованием. Radio Basarabia имело шесть служб: секретариат, техническая служба, служба программ, административная служба, судебный отдел и коммерческий отдел. После присоединения Бессарабии к СССР в июне 1940 года большая часть резервных материалов, персонал и архив были вывезены в Хуши, но не передатчик. РККА взорвала здание, а тела тех, кто остался работать на радио, были найдены в колодце.
6 февраля 2010 года Совет наблюдателей (СО) «Телерадио-Молдова» избрал Александру Дорогань директором Radio Moldova восемью из девяти голосов в третьем туре выборов. Дороган был директором Ассоциации электронной прессы Молдавии. Вячеслав Георгишенко был уволен 30 декабря 2009 года «за серьёзное нарушение своих трудовых обязанностей, а именно статьи 7 Кодекса радиовещания».

## Radio Moldova International
Radio Moldova International (RMI) является внешней службой Radio Moldova. Основанная в 1992 году, RMI стремится напрямую информировать общественность о политической, экономической, социальной и культурной реальности в Молдавии. RMI транслирует 30-минутные новостные программы через Интернет с понедельника по пятницу на английском, французском, испанском, румынском и русском языках.

## Radio Moldova Tineret
Radio Moldova Tineret — это молодёжно-ориентированная радиостанция, принадлежащая общественному вещателю Телерадио-Молдова. Это первая нише-ориентированная станция общественного вещателя, целевой аудиторией которой является молдавская молодежь. Она была запущена 30 октября 2012 года в 6 часов в Бельцах.

## Известные люди
- Николай Лупан
- Фёдор Занет